# La Abobada
La Abobada es una novela del distinguido historiador portugués Alejandro Herculano,que figura entre sus obras más estimadas. Trata sobre la construcción de la famosa bóveda del monasterio de Batalha, proyectada y construida por el arquitecto ciego Alfonso Domíngues, que hizo voto de pasar tres días en ayunas debajo de ella, muriendo al acabar de cumplirlo.